# Essi Renvall
Esteri (Essi) Renvall, född Lähde 3 oktober 1911 i Uleåborg, död 18 oktober 1979 i Helsingfors, var en finländsk skulptör. Hon var gift med Ben Renvall 1933–1943. 
Renvall studerade 1930–1932 vid Finska konstföreningens ritskola och besökte under sina studieresor olika europeiska länder samt bland annat Egypten, Kina, Indien och Nepal. Hon är främst känd som en känslig och färgstark porträttör; till dem som hon avbildade med stor porträttlikhet hör bland annat diktare och bemärkta personer inom det politiska och ekonomiska livet. Hon gjorde också många barnstudier och framträdde som medaljkonstnär. 
Av Renvalls större arbeten av kan nämnas minnesstoden över Uuno Kailas i Heinola (1948), statyn av Juhana Heikki Erkko i Lahtis (1956), De profundis-skulpturen i Heliga korsets kapell i Åbo (1969) och Fredsmonumentet i Brunnsparken i Helsingfors (1968). Hon tilldelades Pro Finlandia-medaljen 1959. Hennes memoarer, Nyrkit savessa, utkom 1971. Hon ligger begravd på Sandudds begravningsplats i Helsingfors.